# Ramkhamhaeng-Nationalmuseum

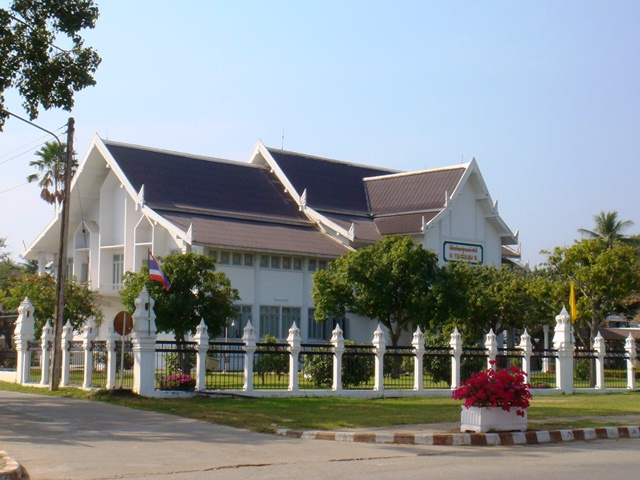
Das Ramkhamhaeng-Nationalmuseum

Das Ramkhamhaeng-Nationalmuseum (Thai: พิพิธภัณฑสถานแห่งชาติรามคำแหง; RTGS: Phiphitthaphanthasathan Haeng Chat Ramkhamhaeng; Aussprache: [pʰíʔpʰíttʰáʔpʰantʰáʔsàʔtʰăːn hɛ̀ŋ t͡ɕʰâːt raːmkʰamhɛːŋ]) ist ein Zweig des Nationalmuseums von Thailand im Geschichtspark Sukhothai, Provinz Sukhothai in der Nordregion von Thailand.
Es ist eines der Regional-Museen des Fine Arts Department, es befindet sich in der historischen Altstadt (Mueang Kao – เมืองเก่า) von Sukhothai.

## Baugeschichte
Das Fine Arts Department begann mit dem Bau im Jahr 1960. Neben einem Regierungsbudget wurde er durch den Verkauf von kleinen buddhistischen Votiv-Täfelchen finanziert, die bei archäologischen Ausgrabungen gefunden wurden. Nach der Fertigstellung wurde das Museumsgebäude am 25. Januar 1964 von Thailands König Bhumibol Adulyadej und Königin Sirikit eröffnet.
Zur Eröffnung wurden dem Museum fast 2000 Objekte von Phra Ratchaprasitthikhun (พระราชประสิทธิคุณ), dem Abt des Klosters Wat Ratchathani (วัดราชธานี) gespendet. Die Bevölkerung von Sukhothai trug ebenfalls zur Sammlung bei, indem sie unzählige weitere historische Funde spendeten.
Ein weiteres Gebäude wurde 1983 anlässlich der 700-Jahr-Feier des Lai Sue Thai (ลายสือไทย, „Erfindung“ der Thailändischen Schrift durch Ramkhamhaeng) als „Lai Sue Thai Memorial Building“ erbaut. Es wurde am 17. November 1983 von Kronprinz Vajiralongkorn eingeweiht. Dieses Gebäude wird heute als Auditorium und für temporäre Ausstellungen genutzt.

## Sammlung
Der Gesamtbestand des Museums ist in drei Abteilungen gegliedert:
1. Das Hauptgebäude des Ramkhamhaeng-Nationalmuseums
2. Das „Lai Sue Thai Memorial Building“
3. Das Freilicht-Museum

Die meisten Objekte, die im Hauptgebäude des Museums ausgestellt sind, stammen aus Sukhothai, weitere wurden in Si Satchanalai, Kamphaeng Phet, Phichit und Phetchabun gefunden. Ausstellungsstücke können grob so eingeteilt werden:
- Gips-Buddha- und Deva-Skulpturen aus dem Wat Phra Phai Luang und Wat Mahāthāt
- Skulpturen aus der Vor-Sukhothai-Zeit (etwa 13. Jahrhundert), die im San Ta Pha Daeng, im Wat Phra Phai Luang und im Wat Sri Sawai gefunden wurden.
- Kunst der „Sukhothai-Periode“ aus dem 14. und 15. Jahrhundert, also Kunstwerke aus dem Sukhothai-Königreich ab etwa 1237, der Gründung durch König Sri Indraditya
- Kunst der „U-Thong-Periode“ (auch „Frühe Ayutthaya-Periode“, von etwa 1351 bis 1488) – Gips-, Stuck und Bronze-Plastiken
- Kunstwerke der „Ayutthaya-Periode“ aus dem 15. bis 18. Jahrhundert
- Porzellan aus der Yuan-, Ming- und der Qing-Dynastie, das bei den Ausgrabungen in Sukhothai gefunden wurde
- Sawankhalok-Keramik aus den „Thuriang Kilns“ (เตาทุเรียง – Thuriang-Brennöfen) bei den alten Städten Si Satchanalai und Sukhothai

Das Lai Sue Thai Memorial Building zeigt Szenen und Hintergrund-Informationen des täglichen Lebens, der Menschen, der Gesellschaft und der Kultur in der Sukhothai-Zeit.
Im Freilicht-Museum sind größere Objekte ausgestellt, wie zum Beispiel eine steinerne „Glocke“ aus der Dvaravati-Zeit, ein Rad des Gesetzes aus Si Thep (etwa 7. bis 8. Jahrhundert), die Replik eines typischen Brennofens für „Sangkhalok-Keramik“, steinerne Wasser-Rohre, die Wasser aus dem nahen Phra-Ruang-Stausee in die Stadt leiteten, sowie eine „Stuck-Skulpturen-Galerie“ mit Werken aus dem Wat Chedi Si Hong und dem Wat Phra Phai Luang.